# اشتفان اولم
اشتفان اولم (آلمانی: Stefan Ulm؛ زادهٔ ۲۱ دسامبر ۱۹۷۵) قایقران کانو اهل آلمان است.